# Isla de Elba
La isla de Elba  (en italiano: isola d'Elba y antiguamente Ilva o Aethalia) es una isla de origen volcánico de unos 225 km², situada al oeste de Italia, y perteneciente a la provincia de Livorno (Italia). Forma en su totalidad parte del parque nacional Archipiélago Toscano que se extiende por las provincias de Livorno y Grosseto. Además es la isla más grande del archipiélago Toscano.
Su costa es cambiante entre arrecifes, muy apreciados por los buceadores, y pequeñas playas que contrastan con el interior agreste y montañoso. El pico más alto es el monte Capanne, de unos 1000 m de altura.
La isla se divide en ocho municipios: Campo nell'Elba, Capoliveri, Marciana, Marciana Marina, Porto Azzurro, Rio Marina, Rio nell'Elba y su capital, Portoferraio.
En febrero de 1801, por el Tratado de Florencia el Principado de Piombino pasó a manos francesas, e inmediatamente, según lo acordado en el Convenio de Aranjuez en marzo, la isla de Elba se segregó del principado: Elba quedaría en manos francesas mientras que la parte continental del principado pasaría a formar parte del efímero Reino de Etruria. Durante el siglo XVIII fueron italianos y franceses quienes se disputaron esta estratégica isla, hasta que quedó en manos de Napoleón el 4 de mayo de 1814, cuando le fue asignada como Principado de Elba. En ella “reinó” hasta febrero de 1815. Durante este breve período construyó dos residencias: la villa de San Martino y la villa dei Mulini hoy convertida en museo.

## Historia
Un mito cuenta que el archipiélago Toscano surgió cuando la Venus Tirrénica emergió de las aguas del mar Tirreno y rompió una diadema de perlas que llevaba en su cabeza. De la caída de esas perlas surgieron en el mar las siete islas que componen el archipiélago: Elba, Giglio, Capraia, Giannutri, Gorgona, Montecristo y Pianosa.
Otra leyenda cuenta, también, que Jasón y los Argonautas se detuvieron es esta isla a realizar reparaciones en su barco, durante su búsqueda del Vellocino de oro.
Diversas civilizaciones ocuparon esta isla: griegos, etruscos y cartagineses se disputaron este territorio a fin de apoderarse de sus yacimientos minerales. Luego fueron los Romanos quienes se apoderaron de la isla y de la industria siderúrgica etrusca, dando comienzo al cultivo de la vid y a la construcción de hermosas villas.
Desde 1399 la isla formó parte del territorio del Principado de Piombino.  A principios del siglo XVII el principado fue ocupado militarmente por los españoles, y a mediados del siglo XVII los conflictos europeos hicieron que cambiase de manos varias veces entre españoles, franceses y napolitanos.  A pesar de las guerras, durante los siglos XVII y XVIII la isla fue principalmente un enclave militar español. En esa época se fortificó Puerto Longón (Capoliveri), de gran importancia estratégica durante la guerra de sucesión española.

### Sitio de Porto Ferrajo

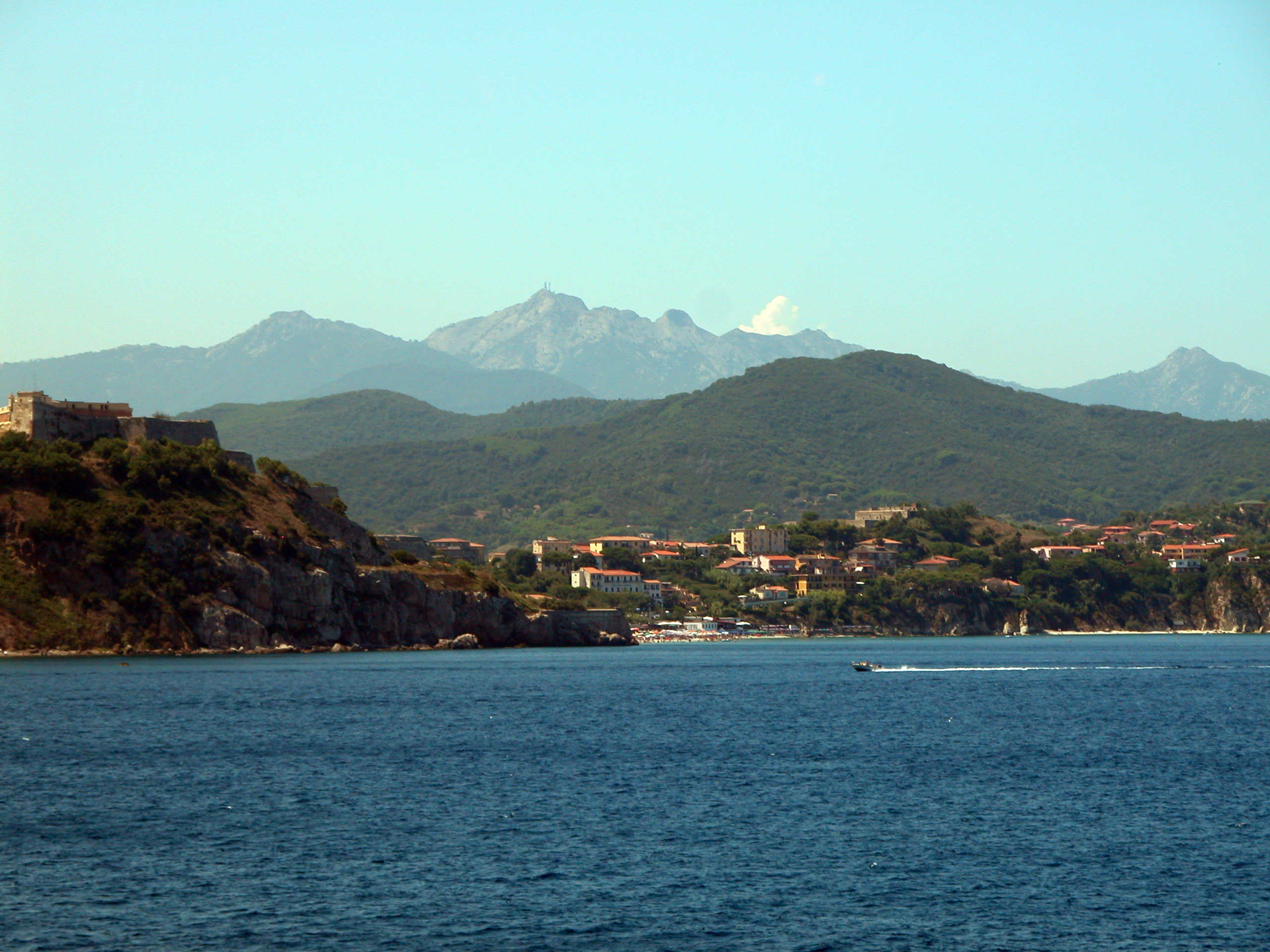
Llegada a Portoferraio.

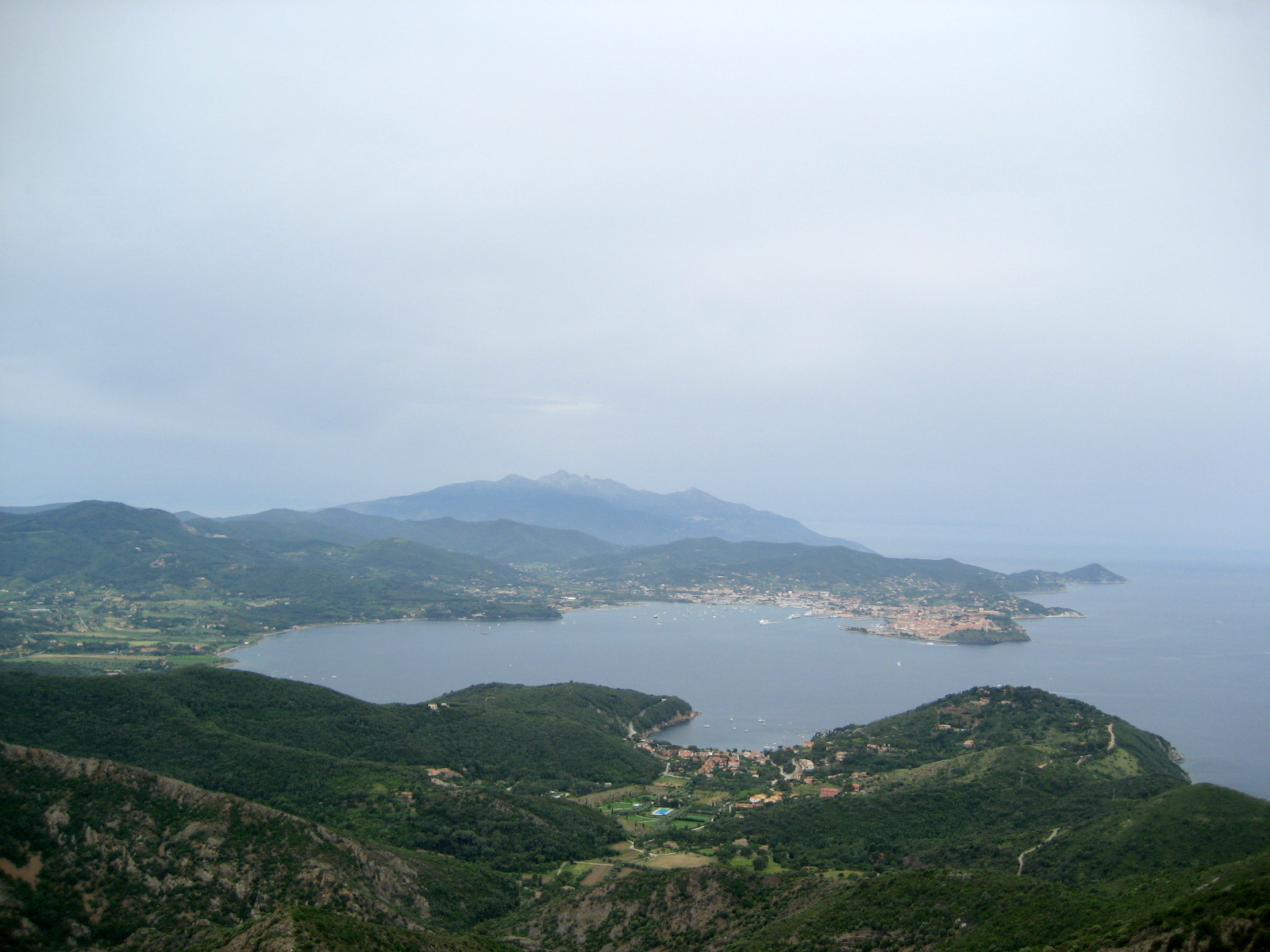
Vista aérea del golfo de Portoferraio.

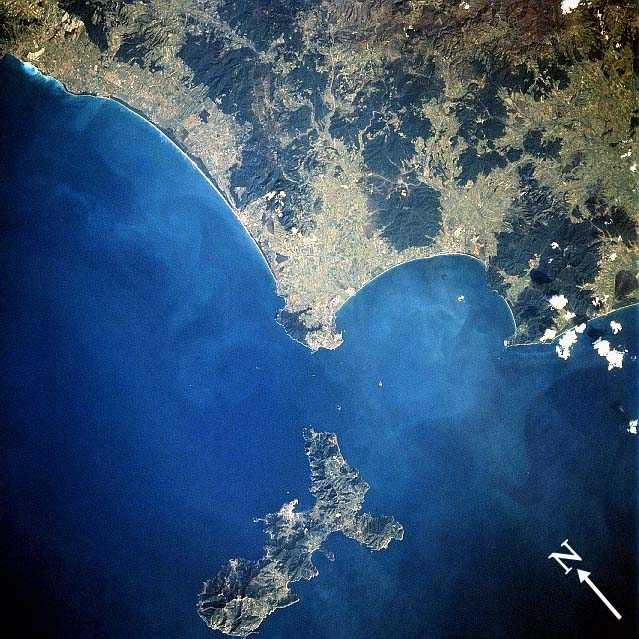
Vista de satélite de la isla de Elba.

El sitio de Porto Ferrajo fue un intento francés de forzar la rendición del pueblo fortificado toscano de Porto Ferrajo —actualmente conocido como Portoferraio—, situado en la isla de Elba, tras la ocupación de la mayoría de Toscana en 1801 durante las guerras revolucionarias francesas. Las fuerzas francesas superaban a la guarnición toscana en número, pero esta última recibió una ayuda considerable por parte de la Marina Real británica, la cual controlaba el mar Mediterráneo y se aseguró de que le llegaran provisiones y de interceptar los refuerzos franceses. Los franceses comenzaron el asedio en mayo de 1801 con mil quinientos hombres, a los que se les unieron más de cinco mil más tarde, pero no pudieron penetrar las defensas de las fortalezas. Por ello, trataron de hacer que los defensores se rindiesen por hambre con la ayuda de las fragatas de la Marina Nacional francesa, que bloquearon la costa.

### Principado de Elba
El 11 de abril de 1814 los artículos III y VII del Tratado de Fontainebleau concedía a Napoleón la isla de Elba y las pequeñas islas de Montecristo y Pianosa como principado, más una guardia personal de 400 voluntarios.

### Desde 1815
Después de la segunda abdicación de Napoleón, en 1815, Elba pasó a manos del Gran Ducado de Toscana y en 1860 pasó a formar parte del Reino de Italia. Sin embargo, durante la Segunda Guerra Mundial, en 1943, estuvo en manos de los alemanes, periodo en el cual sufrió gran destrucción ocasionada en parte por los mismos alemanes y también debida a los bombardeos de los aliados. Tras el fin de la guerra, se comenzó a explotar el turismo, que trajo prosperidad a la isla.

## Jardín de Simples Elbano
Fundado en 1997 por iniciativa del escritor y fotógrafo Hans Georg Berger y con la colaboración de Gabriella Corsi y Fabio Garbari (ambos profesores de la Universidad de Pisa), nació como un lugar de estudio de la biodiversidad de las plantas que se encuentran en la isla y otras islas del Archipiélago Toscano.